# Agape (insecto)
Agape es un  género de mariposas de la familia Erebidae. Es originario de las islas del océano Pacífico.

## Especies
- Agape arctioides Butler, 1887
- Agape chloropyga Walker, 1854